# Dulichiopsis nordlandica
Dulichiopsis nordlandica är en kräftdjursart som först beskrevs av Boeck 1871.  Dulichiopsis nordlandica ingår i släktet Dulichiopsis och familjen Podoceridae. Arten är reproducerande i Sverige. Inga underarter finns listade i Catalogue of Life.